# Václav Leopold Chlumčanský z Přestavlk a Chlumčan
Václav Leopold Ignác Chlumčanský z Přestavlk a Chlumčan (15. listopadu 1749, Hoštice – 14. červen 1830, Praha) byl arcibiskup pražský a primas český.

## Původ
Pocházel ze starobylého vladyckého rodu Chlumčanských z Chlumčan, který je znám již od 13. století. Jako první se připomínají Purkart z Přestavlk a jeho syn Zdislav v roce 1241 na Plzeňsku. Rod později dostal nové jméno podle sídla, kde Chlumčanští měli svou tvrz (bývalý okres Přeštice). Antonín Josef rytíř Chlumčanský koupil v roce 1742 malý statek Hoštice u Volyně a roku 1751 přikoupil ještě statek Veselíčko u Milevska. Tam žil se svou manželkou Josefou Obyteckou z Obytec a početnou rodinou až do své smrti. Někteří synové se stali duchovními, diecézními i řeholními. Mezi nimi záhy vynikl Václav Leopold – budoucí biskup.

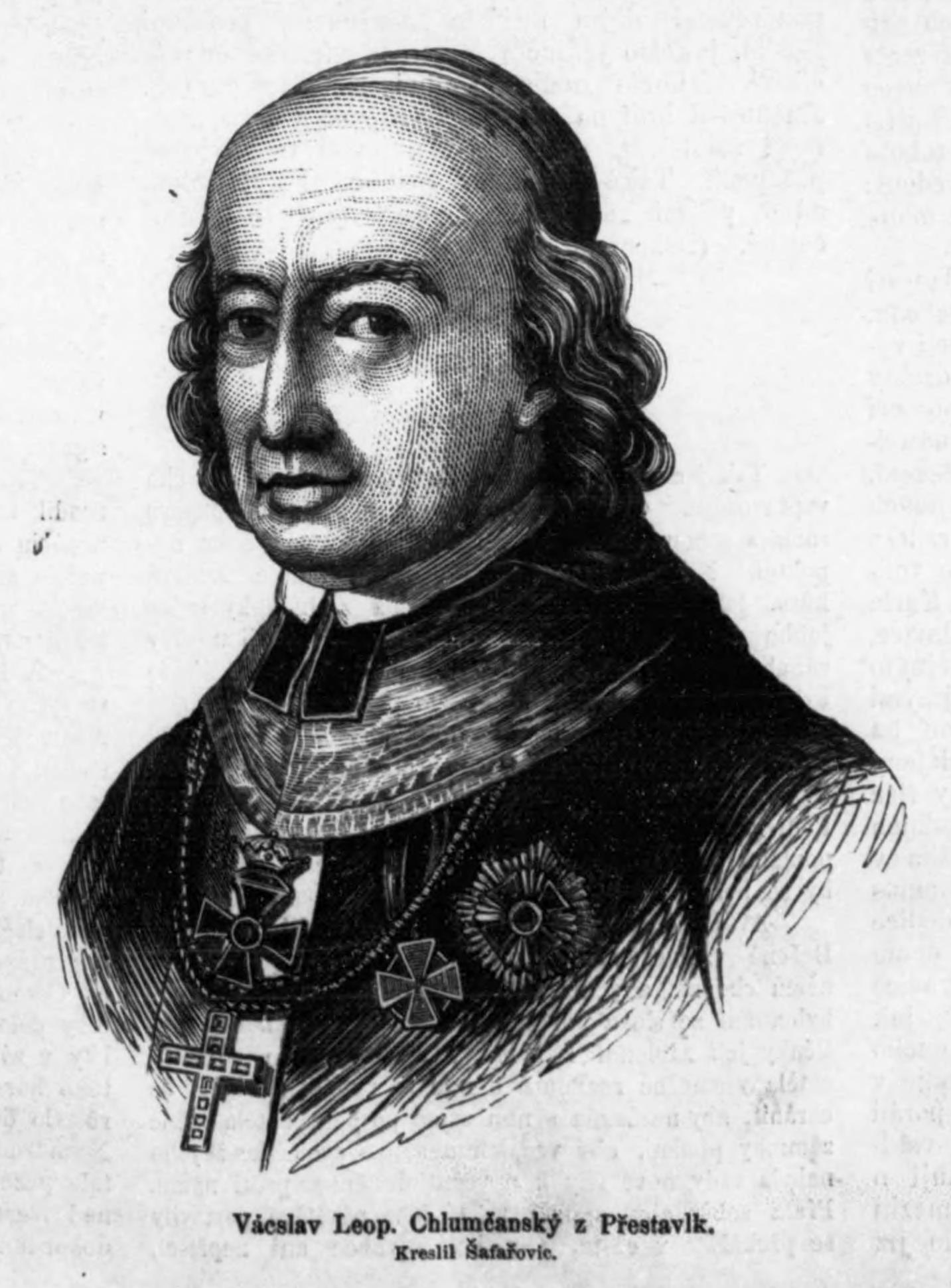
Václav Leopold Chlumčanský z Přestavlk
na portrétu z roku 1867

## Studium
Narodil se 15. listopadu 1749 na zámku v Hošticích. Na studium byl poslán do premonstrátského gymnázia v Německém Brodě (dnes Havlíčkově). V roce 1765 přešel do jezuitského semináře sv. Václava v Praze, kde roku 1768 dostudoval povinnou filozofii; pak pokračoval ve studiu na teologii. Titul bakaláře získal v roce 1771 a 13. prosince 1772 ho pražský arcibiskup Příchovský vysvětil na kněze. Prvním působištěm Chlumčanského se stal Klášterec nad Ohří (tehdy pražská, nyní litoměřická diecéze), kde působil jako kaplan. Brzy nabyl pověsti bezúhonného, dobročinného kněze a výtečného kazatele. V roce 1777 byl poslán do Skorotic na Ústecku, ale tam pracoval jen dva roky. Roku 1779 byl přeložen do Děčína a jmenován děkanem. Téhož roku se stal kanovníkem svatovítské kapituly, kde potvrdil své kazatelské umění v katedrále sv. Víta. Stal se i poradcem arcibiskupa Příchovského, který ho jmenoval arcijáhnem kapituly. Rytíř Chlumčanský měl vždy blízko k členům rodiny; roku 1784 dokonce odkoupil od bratra Vojtěcha zámek a statek Hoštice, které mu patřily do roku 1799.

## Biskupská hodnost
Dne 14. dubna 1793 zemřel arcibiskup Příchovský a nahradil ho Vilém Florentin, kníže ze Salm-Salmu. Ten Václava Leopolda v roce 1795 na den sv. Václava vysvětil na titulárního biskupa kananejského. Již za rok, 19. září 1796, byl Chlumčanský jmenován pražským generálním vikářem, což svědčí o ocenění jeho schopností. V této funkci získal dokonalé znalosti církevní správy, neboť pět let doprovázel arcibiskupa Salma při vizitách. Ten ho cenil jako jednoho z nejlepších svých poradců. Když v Litoměřicích zemřel 25. května 1801 biskup Ferdinand Kindermann, bylo po neblahých zkušenostech rozhodnuto, že litoměřický biskup nebude spojovat svou hodnost s hodností probošta vyšehradské kapituly. Mezi navržené kandidáty na funkci biskupa v Litoměřicích patřili dva světící biskupové, olomoucký Alois Josef Krakovský z Kolovrat a pražský Václav Leopold Chlumčanský, a kapitulní vikář Josef František Hurdálek.

### Litoměřický biskup

Biskupský litoměřický znak Václava Leopolda Chlumčanského

Dne 16. října 1801 jmenoval císař litoměřickým biskupem Václava Leopolda. Papež Pius VII. ho 29. března 1802 potvrdil a 30. června 1802 se konala intronizace nového biskupa ve Svatoštěpánské katedrále v Litoměřicích.
Biskup Chlumčanský si vybral za poradce kanovníka Hirnleho a praesse Františka Pillera. Nový biskup se začal ihned zajímat o situaci v diecézi. Během častých vizitací se zajímal o sociální situaci a charitativní pomoc chudým. Proto se mu začalo říkat „otec chudých“. Toto přízvisko se objevilo i v dekretu, kterým císař v roce 1808 jmenoval Chlumčanského tajným radou. Biskupovo sociální cítění a láska k chudým se projevila zvláště v roce 1813, kdy do diecéze vtrhla napoleonská armáda. V bitvě u Chlumce z 29. na 30. srpna utrpěla porážku a Chlumčanský se osobně staral o raněné vojáky jak po stránce tělesné, tak duševní bez ohledu na to, do které armády patřili. Za tuto pomoc mu císař udělil zlatý civilní čestný kříž (toto vyznamenání bylo uděleno jen 35krát).
Biskup měl též na zřeteli dostatek duchovních. Proto se postaral o 25 chudých seminaristů a věnoval jim 10 tisíc zlatých. Svou pozornost rovněž věnoval litoměřickému semináři, který z kapacitních důvodů již nedostačoval. Protože se dominikáni u kostela sv. Michala v Litoměřicích v rámci josefínských reforem přestěhovali do zrušeného kláštera minoritů u kostela sv. Jakuba v Litoměřicích, přeložil biskup seminář do bývalého dominikánského kláštera. Nato vyzval bohoslovce studující v Praze, aby přešli do Litoměřic. Ti však museli být již umístěni v soukromých bytech; dozíral na ně určený prefekt. Seminář se proto po čase přestěhoval do ještě větších prostor bývalé jezuitské koleje. V nové budově učili pouze čtyři profesoři na plný úvazek.

### Vzdělávání duchovenstva a vedení diecéze
Chlumčanský roku 1805 vysvětil na kněze Bernarda Bolzana a na jaře 1810 pozdějšího litoměřického biskupa Hilleho. Přestože Chlumčanský i Hurdálek byli upřímnými vlastenci, rozděloval je ideový vztah k Bolzanovi a josefinismu. Vlastenectví Chlumčanského se projevovalo nejen jeho velkým zájmem o české dějiny, ale sám se počítal mezi obrozence. Za vikářem Hurdálkem do Litoměřic jezdil od roku 1795 Josef Dobrovský, který od roku 1790 bydlel na zámku B. Nostitze v Trmicích. Seznámil se tak i s Chlumčanským a brzy se stal přáteli. Chlumčanský na doporučení Dobrovského poslal do litoměřického semináře právě vysvěceného M. J. Fessla, který brzy stanul v čele zdejších bolzanistů.
Byl to právě Chlumčanský, kdo v Čechách od roku 1806 zavedl vyučování češtiny. Vyzval Josefa Jungmanna, aby začal učit češtinu i v semináři. A tak se vůbec poprvé začala vyučovat čeština na gymnáziu i v semináři právě v Litoměřicích. Dva roky podporoval biskup Jungmanna při práci na proslulém česko-německém slovníku. Když se Chlumčanský stal pražským arcibiskupem, odešel s ním do Prahy i Jungmann. Chlumčanský ale podporoval i další česky píšící spisovatele jako Karla Vinařického atd.
Na biskupův podnět sepsal jeho synovec František Josef Bretfeld-Chlumčanský dějiny litoměřické diecéze včetně studie o genealogii rodu Chlumčanských. Roku 1811 je pak vydal (v němčině); jsou to první tiskem vydané dějiny litoměřické diecéze.
Biskup Chlumčanský stál u zrodu vůbec prvního českého katolického časopisu „Časopis pro katolické duchovenstvo“, který rovněž finančně podporoval.
Svou pozornost nadále věnoval školství. Na svých panstvích postavil devět nových škol a obnovil ústav pro vdovy a sirotky učitelů.
Za jeho episkopátu byl roku 1812 zrušen konvent bosých augustiniánů v Lysé nad Labem. Chlumčanský také prosadil zvětšení příjmů litoměřickým kanovníkům na 200 zlatých ročně a dal opravit kanovnické domy. Značné peníze věnoval na opravy škol a kostelů, zvláště tam, kde litoměřické biskupství bylo patronem.
Na značně zchátralém biskupském panství Stvolínky dal opravit hospodářské budovy a následně zámek. Z vlastních prostředků pak nechal roku 1811 přestavět kostel Všech svatých.

## Arcibiskup pražský

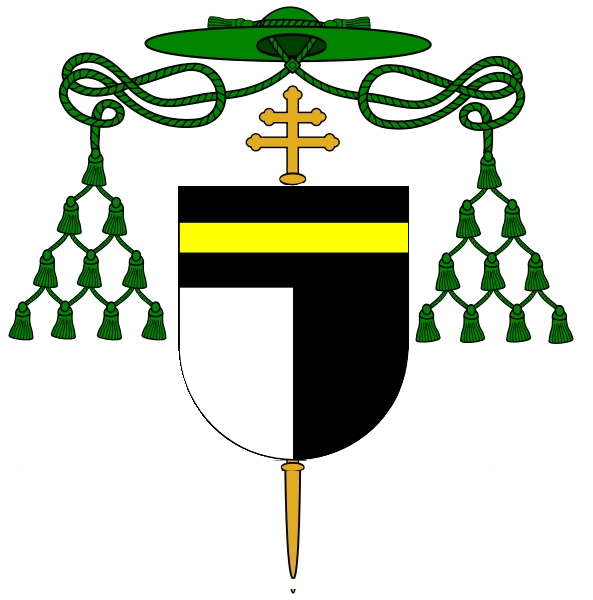
Biskupský znak pražského arcibiskupa Václava Leopolda Chlumčanského

V roce 1814 nabídl císař Chlumčanskému uprázdněný stolec arcibiskupa ve Lvově v Haliči. Své odmítnutí zdůvodnil neznalostí polštiny. Ještě téhož roku ho však císař jmenoval pražským arcibiskupem, protože od roku 1810 nebyl tento stolec obsazen (tzv. sedisvakance). Dne 3. května 1814 císař Chlumčanského jmenoval a již druhý den byl slavnostně intronizován.
Po převzetí arcibiskupství rozdal arcibiskup Chlumčanský 16 tisíc zlatých pro pražskou chudinu. V roce 1817 věnoval arcidiecézi 20 tisíc zlatých, aby pomohly v místech se zvláště velkou nouzí. Po rozdělení tohoto daru mu bylo vráceno 8 tisíc zlatých, které si však neponechal, ale daroval je jako svůj příspěvek na založení Národního muzea (tehdy Zemské muzeum). Této instituci pak podle závěti přenechal poměrně velký počet soukromých rukopisů a vzácných prvotisků, mezi nimiž byla i díla bratrské provenience a jednotlivě i esoterické či hermetické spisy z rudolfinské doby (Magistr Kelly).
V arcidiecézním semináři jmenoval třetího představeného a sám ho až do roku 1823 platil. Jelikož si dobře uvědomoval soudobý rozvoj nejen vědy a techniky, ale i potřebu znalosti cizích jazyků, založil první reálky jako nový typ škol v Čechách; německou v Liberci a českou v Rakovníku. Od roku 1826 obnovil též ranní mše o Vánocích. Financoval rovněž stavbu Řetězového mostu přes Vltavu a stipendia pro nemajetné studenty.

### Závěr života
Chlumčanský se dožil poměrně vysokého věku 81 let. Zemřel po těžké nemoci 14. června 1830. Pochován je ve Svatovítské katedrále v kapli hrabat Kinských vedle arcibiskupa Příchovského. Na jeho náhrobku je umístěn na hlavu obrácený rodový erb na znamení, že byl poslední ve své větvi starobylého rodu.